# Де-Кастрі (термінал)
51°29′31″ пн. ш. 140°50′02″ сх. д. / 51.492° пн. ш. 140.834° сх. д.
Нафтовий термінал Де-Кастрі (рос. Нефтеотгрузочный терминал Де-Кастри) — термінал з експорту нафти, розташований за 6 км від села Де-Кастрі в Хабаровському краї, Російська Федерація. 
Це один із найбільших нафтових терміналів на Далекому Сході Росії, що є центром постачання сирої нафти на азійські ринки. 
Термінал, який розпочав роботу у 2006 році 
, 
належить консорціуму «Сахалін-I» на чолі з Exxon Neftegas, також термінал у власності дочірніх компаній «Роснафти»: «Сахалінморнафтогаз-Шельф» і «РН-Астра», їм належить 20% акцій. 
Загальна потужність експортного термінала становить приблизно 88 мільйонів барелів/рік нафти. 
 
Вантажоспроможність підходить для танкерів Aframax вантажопідйомністю до 110 000 DWT. 
П'ять танкерів Aframax, які обслуговують термінал, є спеціально розробленими двокорпусними суднами льодового класу. 

Площа термінала — 256 000 м²

Будівництво термінала розпочато у 2003 році і завершилося до серпня 2006 року.
Субпідрядниками будівництва виступили російсько-турецьке спільне підприємство «Енка-Технстройекспорт» і російські компанії «Коксохіммонтаж» і «Дальморстрой».

## Нагороди
У листопаді 2009 року під час IV Міжнародного конгресу Oil Terminal 2009, що проходив у Санкт-Петербурзі, термінал Де-Кастрі здобув нагороду «Термінал року». 
Нагорода «Термінал року» з пропускною спроможністю понад 5 мільйонів тонн на рік вручається міжнародному терміналу з найкращими економічними, екологічними та соціальними показниками раз на три роки. 
Термінал Де-Кастрі був висунутий серед 34 кандидатів. 
З 2006 року майже 300 нафтових танкерів перевезли понад 30 мільйонів тонн сирої нафти з термінала без жодного інциденту. 
Завантаження термінала Де-Кастрі вважається найбільшою в галузі. 